# Fondation Prince-Albert-II-de-Monaco
La fondation Prince-Albert-II-de-Monaco, dont le siège est dans la Villa Girasole, villa Belle Époque à Monaco, est une fondation monégasque d'envergure internationale créée en  juin 2006 par le prince Albert II.
Elle se consacre à la protection de l'environnement et au développement durable avec pour objectifs prioritaires le changement climatique  et la promotion d’énergies renouvelables, la biodiversité, la gestion des ressources en eau et la lutte contre la désertification.
Depuis 2010, la fondation organise avec Johnson Controls et The Climate Group le Forum annuel euro-méditerranéen sur l’efficacité énergétique,,.

## Historique
En 1906, le prince Albert Ier de Monaco explorait des régions inconnues du Spitzberg. Dans des conditions climatiques difficiles, le Prince et les scientifiques embarqués à bord de son navire inventoriaient la vie marine et procédaient à des relevés météorologiques et photographiques visant à étudier les mouvements de la banquise et des glaciers.
En 2006, le prince Albert II de Monaco s’est rendu en Arctique, atteignant le pôle Nord le 16 avril afin de  mesurer les effets du réchauffement climatique sur la banquise fragilisée.
À la suite de cette expédition il décida de créer une fondation vouée à la protection de l’environnement.
En 2015, la fondation participe à la COP 21 de Paris durant laquelle le Prince Albert II de Monaco a  signé la déclaration « Because the Ocean » en compagnie de dix autres pays. Elle participe également à la COP 22 en 2016,.
En octobre 2020, la fondation publie la première édition de son nouveau magazine "Impact". Un semestriel qui traite des actions de la fondation et d'autres informations consacrées à la protection de l’environnement.
La fondation soutient l'organisation de la Monaco Ocean Week. En 2021, l'événement est organisé en format digital et a pour thématiques la pollution plastique, l’acidification des océans, les récifs coralliens, le potentiel des algues  et le yachting durable.
- A l'occasion de la Monaco Ocean Week 2021, la Commission de Monaco sur la Santé Humaine et la pollution des Océan, présidée par les Professeurs Patrick Rampal et Philip Landrigan et constituée de 18 scientifiques s’est réunie pour la seconde fois.  Les membres présents ont  travaillé sur la « Déclaration de Monaco sur la Santé Humaine et la Pollution des Océans »[14].

## Activités artistiques
De nombreux artistes internationaux soutiennent les actions de la fondation comme Belinda Bussotti représentant Monaco lors du Urban painting around the world UPAW 2019,.

## Missions
La fondation s’est assignée trois missions spécifiques :
- l’établissement de partenariats pour la conduite des projets dans ses champs d’actions prioritaires ;
- la sensibilisation des populations et des pouvoirs publics à l’impact des activités humaines sur les milieux naturels afin de favoriser des comportements plus respectueux de l’environnement ;
- la promotion d’initiatives remarquables et de solutions innovantes, notamment via l’attribution de prix et de bourses.

Le 30 juin 2016, la fondation a fêté ses 10 ans. Depuis sa création, elle a soutenu 396 projets pour un montant de 36 millions d'€uros, en s'engageant pour la protection de l'environnement et la promotion du développement durable à l'échelle mondiale. Chaque année, elle décerne le prix du Prince pour la Philanthropie Innovante (un prix créé en 2014 par la fondation en partenariat avec la fondation Tocqueville),.